# Tweed Range
Die Tweed Range bildet die westliche Ausdehnung des Kraterrandes des Tweed Volcano im nördlichen New South Wales in Australien. Das Gebirge markiert das südliche Ende der Scenic Rim. 
Der Bar Mountain ist der höchste Punkt des Gebirges, der sich 1130 m über Meereshöhe erhebt. Im Westen liegen die McPherson Range und das Levers Plateau, im Norden befindet sich das Lamington Plateau mit der Nightcap Range, das sich um die südlichen Gebiete des Kraterrandes erstreckt und südöstlich der Tweed Range liegt.
Die meisten Berggebiete sind von Regenwäldern bedeckt und im Border-Ranges-Nationalpark geschützt, die zu den Gondwana-Regenwälder und zum Mebbin-Nationalpark zählen. Der 64 km lange Tweed Range Scenic Drive ist eine Straße, die durch den Park entlang des Gebirges führt und Ausblicke über das Tweed Valley ermöglicht, einschließlich des Pinnacle Lookout und Blackbutts Lookout. 
Im Osten befindet sich das Einzugsgebiet des Byril Creek, Oxley River und Rous River, Nebenflüsse des Tweed River, die die steilen Talhänge entwässern. Im Westen befinden sich zahlreiche Creeks, unter ihnen der Brindle Creek, der in den Richmond River fließt.